# Église Saint-Sylvestre du Valtin
Pour les articles homonymes, voir Église Saint-Sylvestre.
L'église Saint-Sylvestre est une église catholique située au Valtin, en France.

## Situation
Comprise au sein de la commune du Valtin, l'église Saint-Sylvestre est située à 760 mètres d'altitude dans le département des Vosges en région Grand Est.

## Histoire

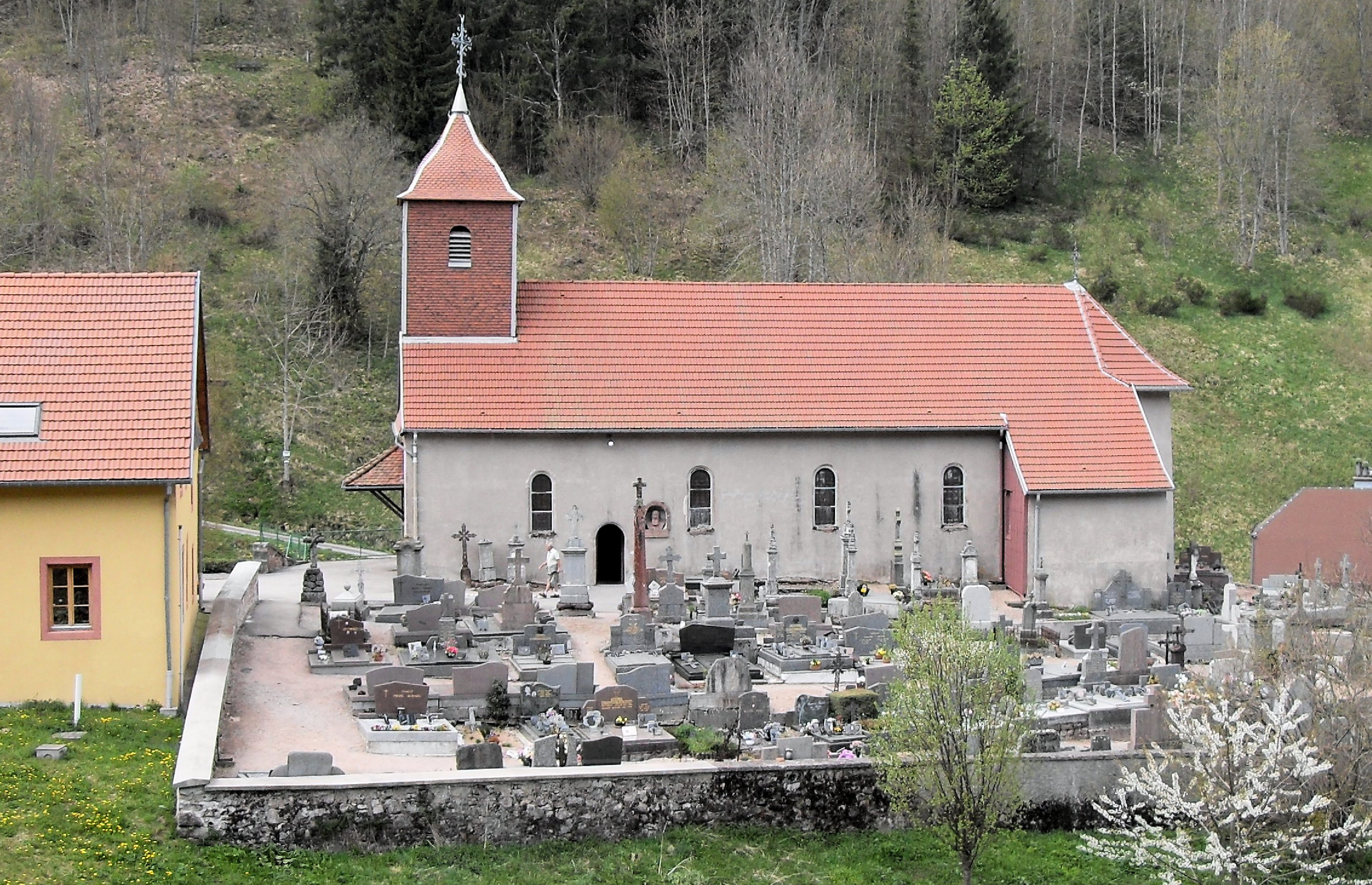
Église Saint-Sylvestre et son environnement.

En dépit des chemins impraticables en hiver, les habitants du Valtin étaient forcés de se rendre à Fraize pour assister aux offices religieux. Face à cette situation, les comtes de Ribeaupierre, qui étaient co-seigneurs du lieu, prennent la décision, au XVe siècle, de construire une chapelle sur un petit éperon rocheux au Valtin. 
Se trouvant à l'emplacement de l'ancienne chapelle devenue trop exiguë, l'église actuelle a été bâtie au début du XVIIIe siècle grâce à la contribution financière des comtes de Ribeaupierre et à l'implication des habitants qui ont effectué l'ouvrage.

## Description
L'église a été érigée en 1704, comme en témoigne la date inscrite sur la clé de voûte du portail. Elle est restée inchangée dans son apparence d'origine, à l'exception du remplacement des bardeaux par une toiture en tuiles en 1867.
Le chemin de croix est formé de 14 stations, dont 13 sont en bon état, une est endommagée, et des vestiges des consoles d'origine, le tout fabriqué à partir de terre glaise provenant de la combe du Valtin. Georges Morel, potier de métier, procéda à la restauration de celui-ci vers les années 1970-1980.